# كريستيان فلورين دان
كريستيان فلورين دان (بالرومانية: Florin Dan)‏ هو لاعب كرة قدم روماني في مركز صانع ألعاب، ولد في 1 أبريل 1979 في تارغو موريش في رومانيا. لعب مع سي إف آر كلوج ونادي تارغو موريش ويو تي أي أراد.

## وصلات خارجية
- كريستيان فلورين دان على موقع Soccerway.com (الإنجليزية)
- كريستيان فلورين دان على موقع عالم كرة القدم.نت (الإنجليزية)